# 투구머리도마뱀붙이
투구머리도마뱀붙이(Tarentola chazaliae)는 헬멧헤드 게코(helmethead gecko), 헬멧 게코(helmeted gecko)라고 불리며, 서사하라. 모리타니아, 모로코에 이르는 아프리카 북동부 해안에 토착하는 도마뱀붙이류의 일종이다. 서식환경은 초목이 드물고 바위가 널린 모래사막이며, 해안가 근방이라 습도는 높다.

## 형태

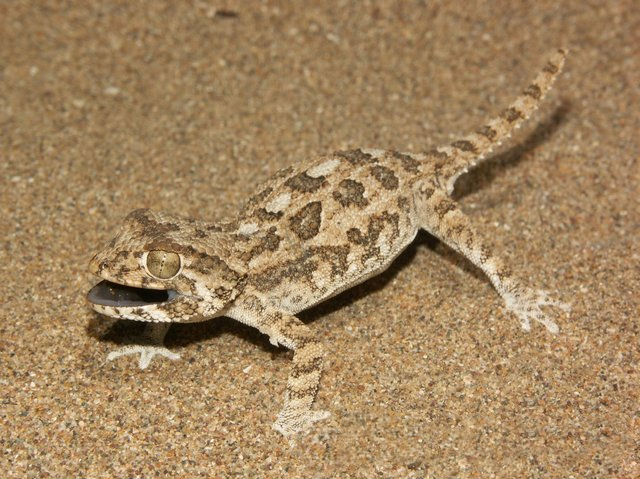

투구머리 성체는 주둥이에서 항문까지 7.5 cm (3.0 in), 꼬리까지 11 cm (4.3 in) 에 달한다. 머리는 자잘한 비늘로 덮여있으며, 뒤통수의 결절들은 크고 투구 모양을 이룬다. 발가락은 납작하고 주걱 모양이다. 투구머리는 밝은 회색에서 짙은 갈색 바탕에, 민무늬거나 창백한, 혹은 짙은 반점이 나있다. 밑부분은 밝은 색깔을 띈다.

## 생태
대부분의 도마뱀붙이가 주행성이고, 척추동물들에게서 흔한 망막의 막대구조가 없고 원뿔구조만 있는 반면 투구머리는 주로 야행성이며, 눈을 더더욱 진화시켜서 밤에도 색깔을 어느 정도 구별할 수 있다. 투구머리는 다초점 시각 체계를 발달시켜서 서로 파장이 다른 빛을 구별할 수 있다. 동공은 밤에는 원형을 띄지만, 낮에는 바늘구멍 크기로 줄어든다. 이러한 변화의 정확한 기능은 불분명하지만, 바늘구멍 동공 때문에 낮에 햇빛을 쬘 때 잠재적인 포식자들을 보기 힘들 것으로 보인다. 투구머리는 굉장히 낮은 조도에서 색을 구별할 수 있다고 최초로 알려진 척추동물이며, 이러한 밤에서의 색인지 능력은 인간보다 350 배나 정확하다.

## 어원
종명 chazaliae는 모식표본을 수집한 프랑스의 박물학자 Raymond Comte de Dalmas (1862–1930) 소유의 요트 Chazalie를 기린 것이다. 이름 '투구머리'는 뒤통수의 비늘로 인해 머리가 투구 모양을 띄는 것을 가리킨다.

## 보전
투구머리는 상대적으로 분포 범위가 협소하며, 밀렵당해 애완동물 교역에 팔려나간다. 개체수는 감소세에 있으며 서식지는 해안가 개발로 인해 특히 모로코에서 열화되고 있고, 국제 자연 보전 연맹은 투구머리의 보존상태를 취약으로 평가했다.